# آيت أيوب (آيت سليمان)
آيت أيوب هو دُوَّار يقع بجماعة أملاكو، إقليم الرشيدية، جهة درعة تافيلالت في المملكة المغربية. ينتمي الدوّار لمشيخة آيت سليمان التي تضم 4 دواوير. يقدر عدد سكانه بـ 601 نسمة حسب الإحصاء الرسمي للسكان والسكنى لسنة 2004.

## وصلات خارجية
- البوابة الوطنية للجماعات الترابية
- المندوبية السامية للتخطيط